# Szlak im. Antoniego Trębickiego
 Szlak im. Antoniego Trębickiego – pieszy szlak turystyczny, biegnący przez północny fragment Kampinoskiego Parku Narodowego.

## Opis

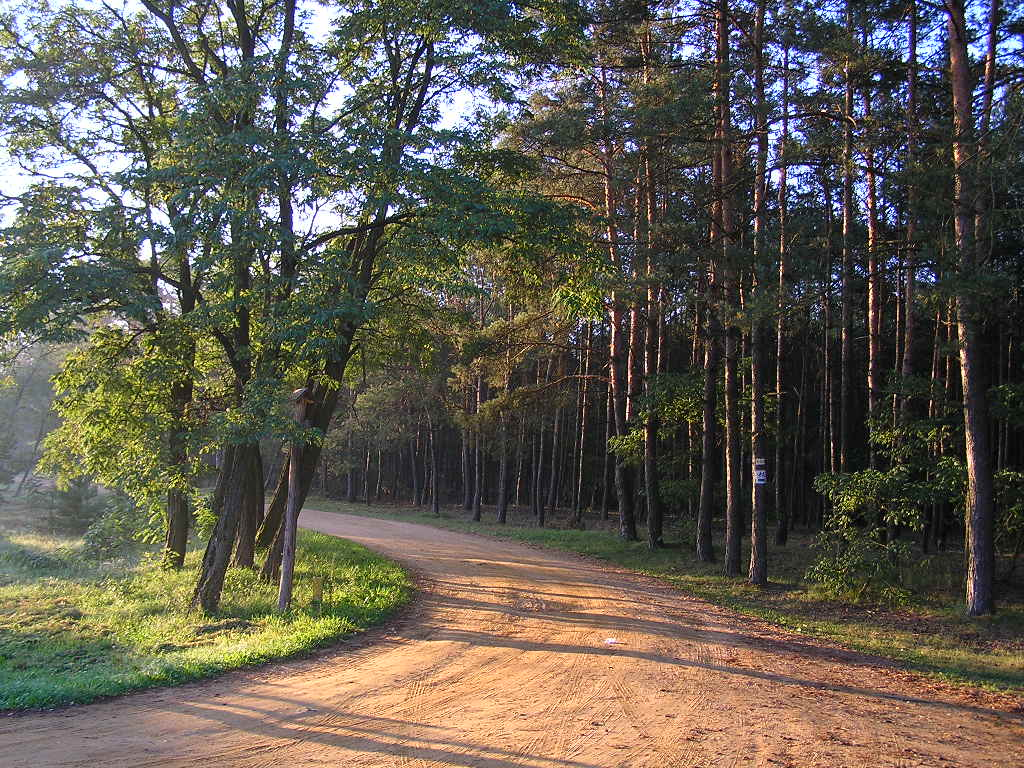
Szlak w okolicy Palmir

Szlak ten jest jednym z najkrótszych w KPN i prowadzi przez pozostałości po dawnej Puszczy Łomieńskiej - kompleksie dawnych lasów należących do dóbr Łomna, dzierżawionych przez Trębickich, a sukcesywnie karczowanych od XVIII wieku. Patronem szlaku jest dzierżawca dóbr Łomna, Antoni Trębicki, będący jednym z propagatorów nowoczesnych form gospodarki rolnej.
Szlak jest krótkim szlakiem łącznikowym dochodzącym do Głównego Szlaku Puszczy Kampinoskiej.

## Bieg szlaku

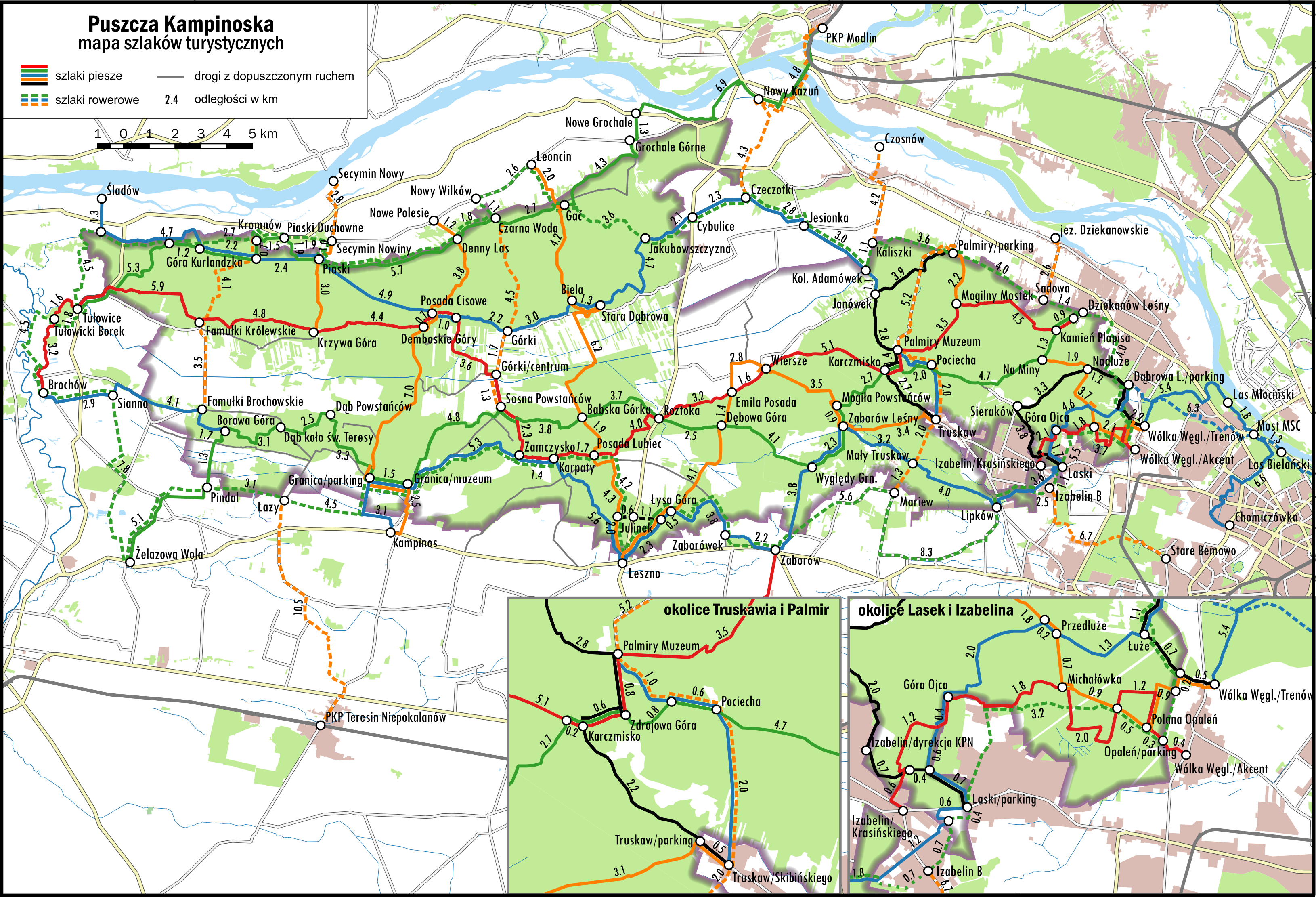
Szlaki piesze w KPN

| km  | Miejsce / Miejscowość    | Atrakcje | Połączenie ze szlakiem              |
| --- | ------------------------ | -------- | ----------------------------------- |
| 0,0 | Palmiry, Sejmikowa Droga |          | Szlak im. Kazimierza W. Wójcickiego |
| 2,6 | Mogilny Mostek           |          | Główny Szlak Puszczy Kampinoskiej   |